# Gesundheitskampagne
Unter einer Gesundheitskampagne versteht man eine spezielle Art Kampagne die auf Gesundheitsförderung oder Prävention abzielt. Die Gesundheitsförderung umfasst Maßnahmen und Aktivitäten, mit denen die Stärkung der Gesundheitsressourcen und -potenziale der Menschen erreicht werden soll. Eine Kampagne ist eine zeitlich befristete Aktion mit einem definierten Ziel, das durch geplantes und koordiniertes Zusammenwirken mehrerer Personen oder Akteure zu erreichen versucht wird. Bei vielen Gesundheitskampagnen wird den Teilnehmern oder Interessierten die Gelegenheit geboten sich zu informieren aber auch weiter zu engagieren. Es bestehen teilweise fließende Übergänge zur Prävention, etwa der Drogenprävention. Ein Beispiel hierfür ist der Wettbewerb Be Smart Don’t Start in der europäischen Union, der dazu anregen soll, mit dem Rauchen gar nicht erst anzufangen.
Ob eine Gesundheitskampagne letztendlich erfolgreich ist, ist von einigen Faktoren abhängig. Ein wichtiger psychologischer Einflussfaktor ist hierbei der sogenannte Reaktanzeffekt. Wird dem Zielpublikum die Botschaft der Kampagne auf eine Weise vermittelt, die einem das Gefühl gibt, der eigene Freiheitsspielraum wäre eingeschränkt, so führt dies überwiegend zur Ablehnung der vermittelten Botschaft. Mögliche Folgen wären hierbei, dass das Verhalten, das durch die Kampagne ursprünglich vermieden werden sollte, von diesen Personen nun umso stärker gezeigt wird. 
Daraus lässt sich schließen, dass Gesundheitskampagnen, die durch weniger Beeinflussungs- und Verbotsversuche gekennzeichnet sind, dafür mehr Freiraum für Interpretation und Eigenwillen lassen, positivere Ergebnisse erzielen. 

## Beispiele
- 5 am Tag (seit 2000): 5 am Tag ist eine Aktion, die sich die Verbesserung der Gesundheit der Bevölkerung durch einen gesteigerten Verzehr von Obst und Gemüse zum Ziel gesetzt hat.
- Gesunde Ernährung und Bewegung (seit 2007): „Gesunde Ernährung und Bewegung“ oder „Fit statt Fett“ ist ein nationaler Aktionsplan des deutschen Bundesministeriums für Ernährung, Landwirtschaft und Verbraucherschutz und des Bundesministeriums für Gesundheit zur Prävention von Fehlernährung, Bewegungsmangel, Übergewicht und damit zusammenhängenden Krankheiten.
- IN FORM: Nationaler Aktionsplan der Bundesregierung zur Verbesserung des Ernährungs- und Bewegungsverhaltens in Deutschland.